# Nasyr Urazbajew
Nasyr Rafikowicz Urazbajew (ros. Насыр Рафикович Уразбаев, ur. 3 kwietnia 1902 we wsi Utiak w guberni ufijskiej, zm. 31 stycznia 1981 w Ufie) – radziecki i baszkirski polityk, przewodniczący Rady Ministrów Baszkirskiej ASRR (1946-1951).
W latach 1925–1928 uczył się w technikum leśnym w Ufie, po czym został leśniczym. W 1939 ukończył z wyróżnieniem Archangielską Akademię Przemysłową im. W. Kujbyszewa, pracował jako inżynier w przemyśle leśnym w Baszkirskiej ASRR, był m.in. głównym inżynierem trustu leśnego, później zastępcą ludowego komisarza przemysłu leśnego Baszkirskiej ASRR. W 1941 sekretarz, a 1943 III sekretarz Baszkirskiego Komitetu Obwodowego WKP(b). Od kwietnia 1946 do kwietnia 1951 przewodniczący Rady Ministrów Baszkirskiej ASRR. Później I zastępca ministra przemysłu leśnego ZSRR i kierownik Wydziału Leśnych Baz Surowcowych Ministerstwa Przemysłu Leśnego ZSRR, a 1955-1962 szef Leśnego Kombinatu Zaopatrzeniowego "Baszles". Deputowany do Rady Najwyższej Rosyjskiej FSRR 2 kadencji (1947-1951).

## Odznaczenia
- Order Lenina (dwukrotnie)
- Order Czerwonego Sztandaru Pracy (dwukrotnie)
- Order „Znak Honoru”

I medale.